# Michaił Panow
Michaił Fiodorowicz Panow (ros. Михаил Фёдорович Панов, ur. 8 listopada?/21 listopada 1901 we wsi Owczinnikowo w guberni witebskiej, zm. 8 maja 1979 w Moskwie) – radziecki dowódca wojskowy, generał porucznik wojsk pancernych, Bohater Związku Radzieckiego (1945).

## Życiorys
Skończył szkołę wiejską, pracował w fabryce w Piotrogrodzie i w radzie wiejskiej, od maja 1919 służył w Armii Czerwonej, początkowo jako żołnierz pułku komunistycznego na Froncie Zachodnim wojny domowej (walka przeciw armii Judenicza). W 1921 ukończył kursy wojskowo-techniczne w Piotrogrodzie, a w 1924 szkołę dowódców, później dowodził plutonem czołgów i kompanią czołgów ciężkich, 1929 ukończył kursy „Wystrieł” im. Kominternu i został komendantem szkoły pułkowej 2 pułku pancernego, od maja do grudnia 1929 dowodził batalionem szkolnym. Od grudnia 1932 do grudnia 1933 był szefem sekcji technicznej i zastępcą dowódcy 5 Brygady Zmechanizowanej ds. technicznych, 1938 ukończył Wojskową Akademię Motoryzacji i Mechanizacji Armii Czerwonej im. Stalina i został dowódcą 48 Samodzielnej Brygady Zmechanizowanej w Woroszyłowie Ussuryjskim, a w marcu 1941 dowódcą 33 Dywizji Pancernej 11 Korpusu Zmechanizowanego Zachodniego Specjalnego Okręgu Wojskowego. 
Brał udział w walkach z Niemcami, w październiku 1941 został zastępcą generalnego inspektora Głównego Zarządu Samochodowo-Pancernego Armii Czerwonej, uczestniczył w obronie Moskwy, od listopada 1942 do kwietnia 1943 dowodził wojskami pancernymi i zmechanizowanymi 2 Gwardyjskiej Armii Frontu Stalingradzkiego, na tym stanowisku brał udział w bitwie pod Stalingradem, później został dowódcą 1 Gwardyjskiego Korpusu Pancernego na Froncie Briańskim, Białoruskim, 1 i 2 Białoruskim, uczestniczył w bitwie pod Kurskiem, operacji homelsko-rzeczyckiej i rogaczewsko-żłobińskiej, 7 czerwca 1943 otrzymał stopień generała majora wojsk pancernych. Wyróżnił się podczas operacji białoruskiej, m.in. w walkach w rejonie Parycz i Mińska, a później podczas operacji pomorskiej – okrążenia Sopotu i zdobywania Oliwy. Podczas operacji berlińskiej wraz z korpusem zajął Strasburg, Frydland, Demmin, Ribnitz-Damgarten i Marlowa. Od lipca 1945 do czerwca 1946 dowodził 1 Dywizją Piechoty, od czerwca 1946 do marca 1949 4 Gwardyjską Dywizją Pancerną, a od marca 1949 do września 1951 5 Gwardyjską Armią Zmechanizowaną, 1952 ukończył wyższe kursy akademickie przy Wyższej Akademii Wojskowej im. Woroszyłowa. Od stycznia do grudnia 1953 dowodził wojskami pancernymi i zmechanizowanymi Leningradzkiego Okręgu Wojskowego, od grudnia 1953 do października 1954 50 Gwardyjskim Korpusem Piechoty, a od października 1954 do maja 1958 7 Armią Zmechanizowaną/7 Armią Pancerną, później był I zastępcą dowódcy wojsk Północnokaukaskiego Okręgu Wojskowego i wykładowcą Akademii Wojsk Pancernych, w lutym 1967 zakończył służbę wojskową. 
Był honorowym obywatelem miasta Marina Horka (1969). Został pochowany na Cmentarzu Kuncewskim.

## Ordery i odznaczenia
- Złota Gwiazda Bohatera Związku Radzieckiego (29 maja 1945)
- Order Lenina (dwukrotnie, 21 lutego 1945 i 29 maja 1945)
- Order Czerwonego Sztandaru (czterokrotnie, 1 kwietnia 1943, 3 listopada 1944, 22 czerwca 1948 i 1949)
- Order Suworowa I klasy (6 kwietnia 1945)
- Order Suworowa II klasy (dwukrotnie, 15 stycznia 1944 i 23 lipca 1944)
- Order Kutuzowa II klasy (27 sierpnia 1943)
- Medal „Za zasługi bojowe”
- Medal jubileuszowy „XX lat Robotniczo-Chłopskiej Armii Czerwonej”[1]
- Medal „Za zwycięstwo nad Niemcami w Wielkiej Wojnie Ojczyźnianej 1941–1945”
- Medal „Za zdobycie Berlina”
- Medal „Za wyzwolenie Warszawy”
- Medal jubileuszowy „30 lat Armii Radzieckiej i Floty”
- Order Krzyża Grunwaldu III klasy (Polska Ludowa, 1945)
- Medal za Odrę, Nysę, Bałtyk (Polska Ludowa, 1945)